# Åsa-Nisse
Åsa-Nisse ("Nisse på Åsen") och egentligen Efraim Erik Nilsson, är en litterär figur skapad av Stig Cederholm. Den förekom för första gången i en kort humoristisk novell i veckotidningen Tidsfördrif, nummer 51, 1944. 
Cederholm skrev omkring 50 böcker om Åsa-Nisse från 1946 och ett flertal har kommit i nytryck under senare decennier.
Hans egentliga namn och ursprungliga namn i de tecknade serierna är Efraim Erik Nilsson, men i filmerna och i vissa serier har han fått namnet Nils Nilsson. 
Åsa-Nisse har förutom i Cederholms berättelser även skildrats i filmer, tecknade serier och i en musikal.

## Rollfigurer

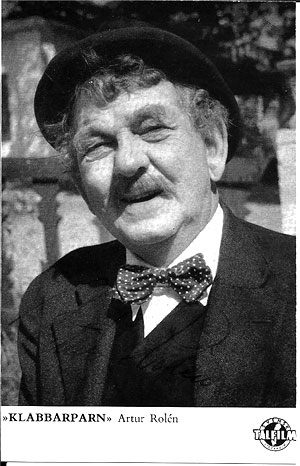
Artur Rolén som Klabbarparn.

Åsa-Nisse och hans bäste vän Klabbarparn är i formell mening småbrukare i den fiktiva byn Knohult, strax utanför Aneby i Småland. Något egentligt arbete sysslar de dock inte med, snarare handlar deras äventyr om tjuvskytte, tjuvfiske och att de uppfinner saker. Nisse kan ibland bli anlitad som teknisk reparatör, men hans metoder är okonventionella, som när han ersätter elektronrör i en radio med järnrör i filmen "Åsa-Nisse på hal is". Åsa-Nisse är gift med Eulalia, Klabbarparn med Kristin, och kvinnorna framställs som grälsjuka huskors. Däremot är Åsa-Nisse och Klabbarpar'n skämtsamma och Åsa-Nisse yttrar typiska "oneliners" och andra kommentarer med uttryck som "Sarons ros". Sarons ros kommer lite löst från "Sarons tempellundar" från Höga Visan i Bibeln.
Klabbarparn, egentligen Sven Justus Ågren, är Åsa-Nisses bäste vän. Han spelades av Artur Rolén i arton filmer mellan 1949 och 1967, samt av Michael Segerström 2011. Namnet kommer från samhället Klabbarp, som han kommer ifrån. Gården finns på riktigt men heter Haddarp och ligger inte så långt ifrån Knohult. Han kallas ofta Klabbis, dock enbart i den tecknade serien. I filmen “Åsa-Nisse på jaktstigen” som kom 1950 omnämns Klabbarparn i en replik som "Ågren på Klabbarp". Han bor tillsammans med sin fru Kristin.
I Knohult finns även lanthandlaren Sven Sjökvist, som äger och driver den lokala lanthandeln. Han är ensamstående och obotligt gubbsjuk med (dessvärre) obesvarad åtrå efter unga damer (ofta, men inte alltid, landsfiskalens hembiträde), vilka han gärna bjuder på en speciell "bröllopskonfekt". I filmen Åsa-Nisse jubilerar träffar han dock sin barndomskamrat Astrid (spelad av Astrid Bodin) med vilken han gifter sig. Hustrun syns i ytterligare en film, men därefter verkar hon ha försvunnit ur hans liv (till följd av att Astrid Bodin avlidit). Trots att han låter Åsa-Nisse och Klabbarparn handla på kredit hos sig, driver dessa herrar ofta med honom. Sjökvist är även medlem av kommunalstyrelsen och säger vid dess sammanträden ofta "Herr ordförande - jag instämmer med föregående talare". Hans förnamn nämns i två av filmerna, i den ena Oscar och andra Einar. I den tecknade serien har han hetat både Sven och Vilgot i förnamn. På film spelades han av Gustaf Lövås i 18 filmer. Även Curt Löwgren och Johan Rabaeus har spelat rollen som Sjökvist i varsin film.
Knohults fjärdingsman (kallad "fjärsman") och landsfiskal (motsvarande polischef) försöker ofta att sätta fast Åsa-Nisse och Klabbarparn för tjuvskytte, i regel utan framgång. Ytterligare en vanligt förekommande rollfigur är Knohultaren, en vänlig äldre herre, som också fiskar.

## Inspiration
Figurerna och miljön är hämtade från verkligheten, men fritt ändrade. Geografin är också omstuvad. Cederholm kom själv med olika utsagor genom åren om varifrån han fått sin inspiration. Namnet Åsa-Nisse är taget från en man vid namn Nilsson som inte bodde på Åsen i Knohult, utan på Åsen i närbelägna Järsnäs, och som aldrig jagade. Han bodde där med hustrun Augusta och ska enligt sägen ha haft 11 barn. Klabbarparns förebild kallades i verkligheten Haddarparn. Teodor Gustafsson hette verklighetens Knohultaren. Gustafsson medverkade själv i en liten roll i Åsa-Nisse jubilerar.

## Tecknad serie

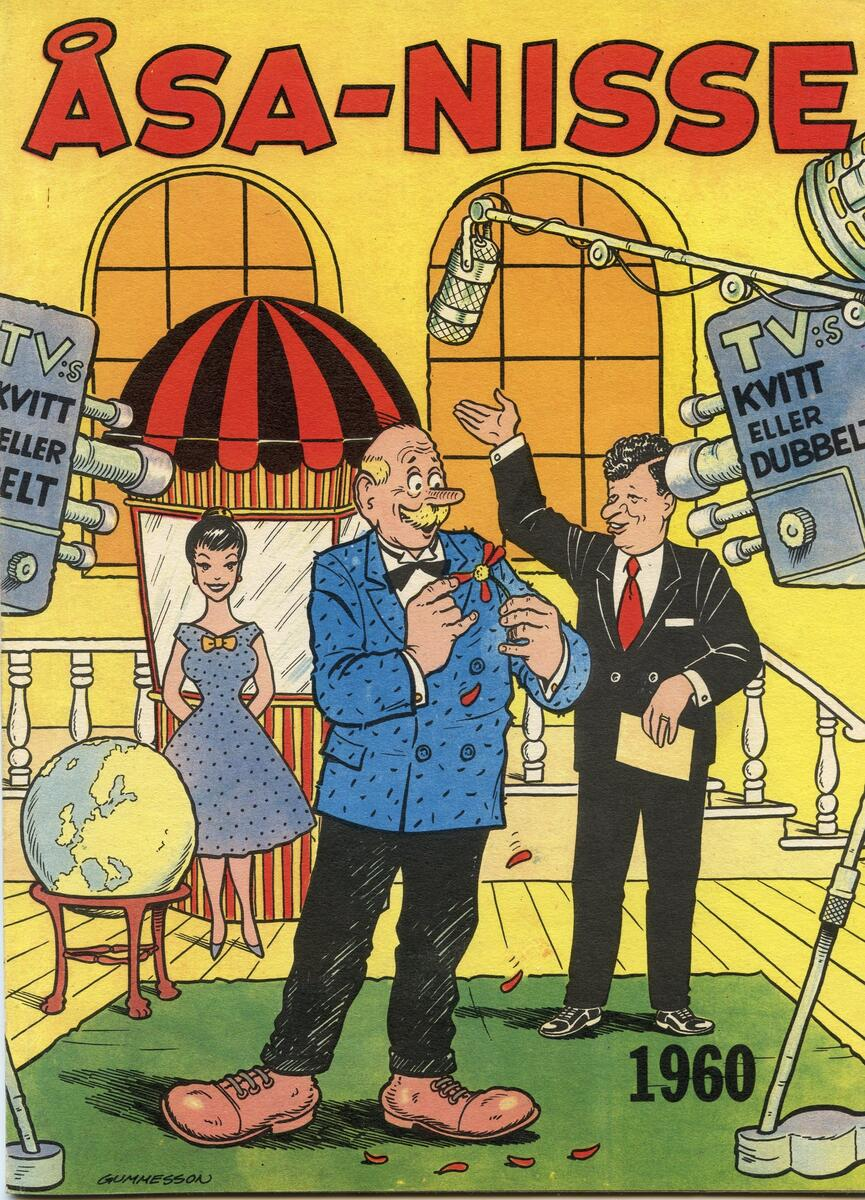
Åsa-Nisse, serietidning, 1960

Åsa-Nisse förekom första gången i novellform i veckotidningen Tidsfördrif (nr. 51, 1944). Med start 1955 blev Åsa-Nisse också tecknad serie, som fortfarande[när?] produceras. Serien debuterade i veckotidningen Levande Livet (nr 49/1955), först ritad av Gösta Gummesson, och med manus av Gits Olsson. Senare författare har inkluderat Bengt Linder, Leif Bergendorff, Olle Nilsson och Pidde Andersson. Den trycktes i svart och rött fram till början av 80-talet men sedermera i färg.
Serien Åsa-Nisse har publicerats i egen tidning under olika namn, och periodvis i tidningar som turats om att ha Åsa-Nisse och andra serier (Karl-Alfred, Blondie) som huvudserie. Från 2007 delar Åsa-Nisse tidning med Lilla Fridolf i tidningen Humorklassiker. Åsa-Nisse har också varit med i tidningen 91:an  sedan starten 1956, och sedan 1959 utkommer ett julalbum med nytecknade serier. I serien kallas fjärsman för Balder Byling. En rad bifigurer förekommer. En av de vanligaste är Greven, som framställs som en rik "adlig" person som bor i en större slottliknande villa.

## Filmatiseringar
Mellan 1949 och 1969 producerades sammanlagt 20 Åsa-Nisse-filmer och två kavalkadfilmer. Åsa-Nisse spelades av John Elfström i 19 av filmerna och av Arne Källerud i en. "Klabbarparn" spelades av Artur Rolén i 18 av filmerna. I övriga roller sågs bland andra Helga Brofeldt och Brita Öberg i rollen som Eulalia och Gustaf Lövås som handlare Sjökvist. Alla premiärer ägde rum på Saga-biografen i Vetlanda, trots att alla filmer utom den första spelades in i Täby med omnejd, norr om Stockholm, eftersom Svensk Talfilms ateljéer låg i Täbysamhället Skarpäng. I Åsa-Nisse flyger i luften användes Rånäs i Stockholms län som Knohults järnvägsstation. Resor förekom till Jönköping, Vetlanda, Göteborg, Åre och Stockholm.
I de flesta filmerna hade man med någon populär artist eller musikgrupp, som till exempel Bertil Boo, Hep Stars, "Snoddas", Lars Lönndahl, Jokkmokks-Jokke, Mona Wessman eller Jerry Williams. Ett annat återkommande grepp var något slag av vansinnesfärd, antingen i Åsa-Nisses bil Eulalia II (Ford, modell B, årsmodell 1932) eller i båt.
Åsa-Nisse-filmerna var säkra kassasuccéer och publiken älskade dem, medan så gott som alla filmkritiker fnös åt filmerna. Åsa-Nisse har fått en av filmhistoriens kortaste recensioner, efter filmen Åsa-Nisse flyger i luften 1956 då Expressens Alf Montán skrev: "Far i frid". Med undantag för de allra stormigaste åren under 1970-talet sände dock TV Åsa-Nisse-filmerna i ständiga repriser och flera av dem finns idag utgivna på VHS och DVD. DVD-filmerna är utgivna av TV4. Filmkritikern Carl-Eric Nordberg har i en essä framhållit frihetsdragen och den skenbara anarkismen i äventyren: "Över deras gemensamma äventyr vilar alltid den otillåtna lovdagens skimmer."
Under 2010 gjordes en ny film om Åsa-Nisse, Åsa-Nisse - wälkom to Knohult, med Kjell Bergqvist som Åsa-Nisse, som hade premiär i februari 2011.

### Lista över filmer med Åsa-Nisse
- Åsa-Nisse (1949)
- Åsa-Nisse på jaktstigen (1950)
- Åsa-Nisse på nya äventyr (1952)
- Åsa-Nisse på semester (1953)
- Åsa-Nisse på hal is (1954)
- Åsa-Nisse ordnar allt (1955)
- Åsa-Nisse flyger i luften (1956)
- Åsa-Nisse i full fart (1957)
- Åsa-Nisse i kronans kläder (1958)
- Åsa-Nisse jubilerar (1959)
- Åsa-Nisse som polis (1960)
- Åsa-Nisse bland grevar och baroner (1961)
- Åsa-Nisse på Mallorca (1962)
- Åsa-Nisse och tjocka släkten (1963)
- Åsa-Nisse i popform (1964)
- Åsa-Nisse slår till (1965)
- Dessa fantastiska smålänningar med sina finurliga maskiner (1966) - kavalkad av 6 tidigare filmer
- Åsa-Nisse i raketform (1966)
- Åsa-Nisse i agentform (1967)
- Sarons ros och gubbarna i Knohult (1968) - kavalkad av 5 tidigare filmer
- Åsa-Nisse och den stora kalabaliken (1968)
- Åsa-Nisse i rekordform (1969) med Arne Källerud
- Åsa-Nisse - wälkom to Knohult (2011) med Kjell Bergqvist
- Alla tiders Åsa-Nisse - Vallarna (2022) med Mikael Riesebeck